# Eptesicus platyops
Eptesicus platyops är en fladdermusart som först beskrevs av Thomas 1901.  Eptesicus platyops ingår i släktet Eptesicus och familjen läderlappar. IUCN kategoriserar arten globalt som otillräckligt studerad. Inga underarter finns listade i Catalogue of Life.
Denna fladdermus förekommer i Afrika vid Guineabukten. En population finns i sydvästra Nigeria och andra obekräftade populationer på ön Bioko (Ekvatorialguinea) samt i Senegal.
Storleksuppgifter finns bara från ett fåtal individer. Enligt mätningarna är kroppen (huvud och bål) 60 till 75 mm lång, svanslängden är 40 till 49 mm och fladdermusens vingspann cirka 240 mm. Eptesicus platyops har 45 till 50 mm långa underarmar och ungefär 16 mm långa öron. Svansen är huvudsakligen eller helt inbäddad i den del av flygmembranen som ligger mellan bakbenen. Pälsen på ovansidan bildas av hår som är brun vid roten och ljusbrun med röd skugga vid spetsen. Även undersidans hår har ett ljusbrunt avsnitt och en vitaktig spets. Den bruna flygmembranen har delvis en vit kant.
Arten är mycket sällsynt.